# Cương Sơn, Cao Hùng

Vị trí tại Cao Hùng

Cương Sơn (tiếng Trung: 岡山區; bính âm: Gāngshān Qū; Bạch thoại tự: Kong-san-khu là một khu (quận) của thành phố Cao Hùng, Trung Hoa Dân Quốc (Đài Loan). Vào năm 1920, dưới thời Đài Loan là thuộc địa của Nhật Bản, khu vực này đã được đổi tên thành Cương Sơn và trở thành một địa điểm phục vụ cho không quân Nhật Bản. Quận có diện tích 47,9421 km², dân số vào tháng 8 năm 2011 là 97.216 người thuộc 33.500 hộ gia đình, mật độ cư trú đạt 2027,8 người/km².